# サドバリー駅
サドバリー駅（英語：Sudbury train station）はカナダオンタリオ州サドバリー エルジン・ストリート233にある駅。カナダ各地を結ぶVIA鉄道が乗り入れている。

## 概要
当駅は有人駅で、車いすの利用が可能である。

## 利用可能な鉄道路線／列車
VIA鉄道の停車する列車は下記の通り。
サドバリーとホワイトリバー間の昼行中距離列車サドバリー・ホワイトリバー列車 …ホワイトリバー方面 火・木・土 出発